# Chanteau
Chanteau är en kommun i departementet Loiret i regionen Centre-Val de Loire strax norr Frankrikes mitt. Kommunen ligger i kantonen Fleury-les-Aubrais som tillhör arrondissementet Orléans. År 2022 hade Chanteau 1 611 invånare.

## Befolkningsutveckling
Antalet invånare i kommunen Chanteau
| Referens: INSEE |